# Gangelt
Gangelt is een gemeente in de Duitsland deelstaat Noordrijn-Westfalen, gelegen in de Kreis Heinsberg. De gemeente telt 13410 inwoners (stand 31-12-2024) op een oppervlakte van 48,72 km². 

## Geschiedenis
Gangelt werd voor het eerst schriftelijk vermeld in 828. Oorspronkelijk een kroondomein, kwam het later aan de Heerlijkheid Heinsberg. Tot aan de franse tijd vormde Gangelt samen met Waldfeucht en Millen een bestuurlijke eenheid onder afwisselend Gelders, Heinsbergs, Limburgs en vanaf 1378 onder Brabants bestuur. Vanaf 1499 viel Gangelt definitief onder het Hertogdom Gulik.
De stad werd 1243 gesticht. In 1301 werd het als een kleine stad beschouwd, in 1364 was er al sprake van een burcht en in 1420 was er sprake van een stadsmuur met vier poorten. De eerste versterking zou omstreeks 1250 zijn aangelegd. In 1360 werden gouden munten in het stadje geslagen. Een deel van het stratenpatroon (Wallstraße) volgt nog de contouren van de vroegere omwalling.
In 1543 werd Gangelt bestormd door de Bourgondiërs en in 1643 (Dertigjarige Oorlog) werd Gangelt geplunderd door Hessische troepen. In 1765 waren het Franse troepen die Gangelt plunderden en in 1814 kampeerden er de Kozakken. In 1815 kwam Gangelt aan Pruisen, later Duitsland.

## Bezienswaardigheden
- Donjon van de Burcht Gangelt.
- Drie stadspoorten (Bruchtor, Heinsberger Tor, Pulverturm met restant van de stadsmuur)
- Dahlmühle, watermolen op de Roode Beek
- Etzenrather Mühle in Mindergangelt, watermolen op de Roode Beek
- Brommler Mühle in Mindergangelt, watermolen op de Roode Beek
- Sint-Nicolaaskerk, driebeukige gotische basiliek. De toren uit kalksteen is 14e-eeuws, het schip is 15e-eeuws. Gepolychromeerde calvariegroep door Nederrijnse school, van omstreeks 1500
- Joodse begraafplaats
- Synagoge aan Heinsberger Straße 11
- Evangelische Friedenskirche, aan Lohausstraße 36, modernistisch, met losstaande betonnen open klokkentoren.
- Diverse wegkruisen, vierkantshoeven en oude woonhuizen.

## Natuur en landschap
Gangelt ligt in de vallei van de Roode Beek en de daaraan parallel lopende Rigolbach op een hoogte van ongeveer 60 meter. Enkele kilometers naar het westen, voorbij Mindergangelt, ligt een bosgebied waarin zich ook het Wildpark bevindt. Naar het noorden toe overheerst landbouw. In het zuiden verloopt de Duits-Nederlandse grens. In het beekdal ligt het Natuurpark Roode Beek en verder naar het zuiden ligt in de gemeente een deel van de Teverener Heide, beide onderdeel van het grensoverschrijdende Heidenatuurpark.

## Recreatie
- Het openluchtbad van Gangelt in het dal van de Rigolbach.
- wildpark, waar de dieren betrekkelijk vrij kunnen rondlopen in grote openluchtverblijven. In het park leven dieren die ook in het wild voorkomen of voorkwamen in deze landstreek.

## Beroemde inwoners
Gerard Mercator is opgegroeid in Gangelt.

## Nabijgelegen kernen
Süsterseel, Schinveld, Stahe, Kreuzrath, Breberen

## Afbeeldingen

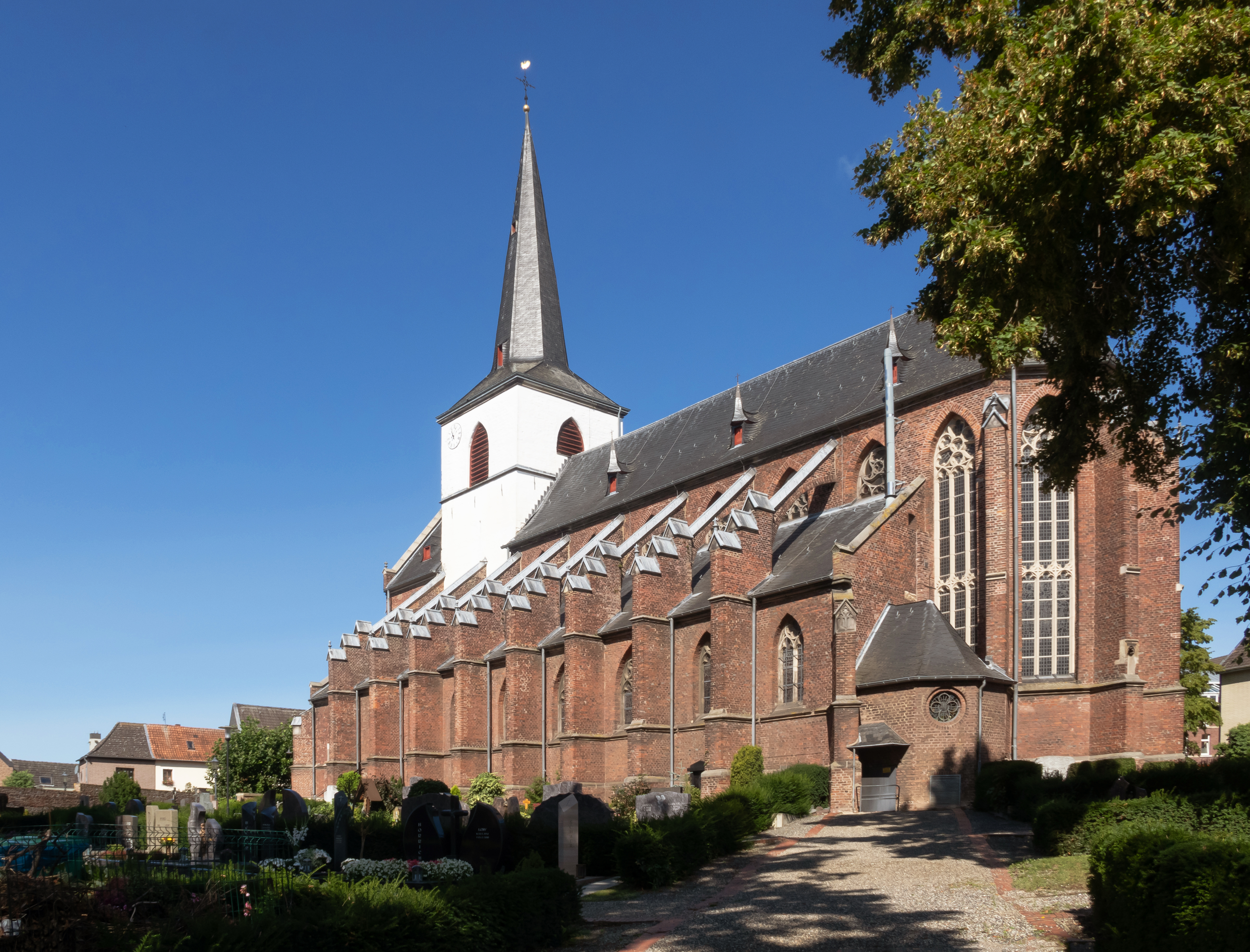
St. Nikolaus Kirche
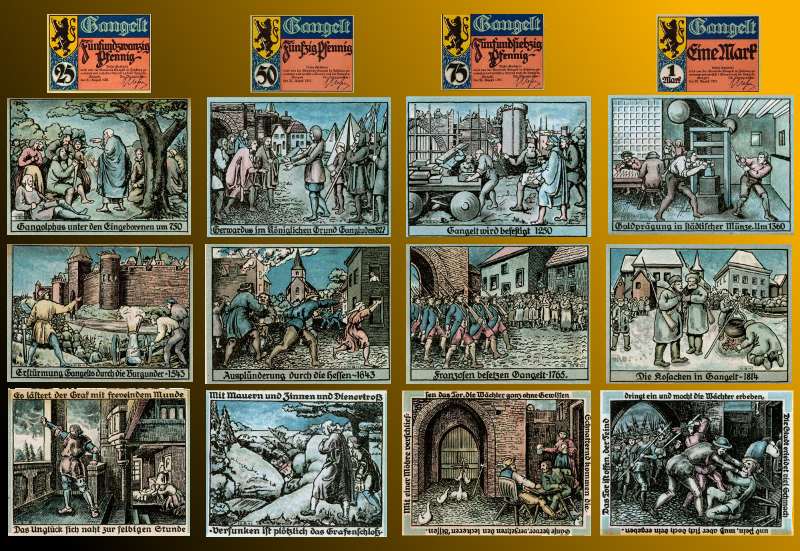
Noodgeld, 1921
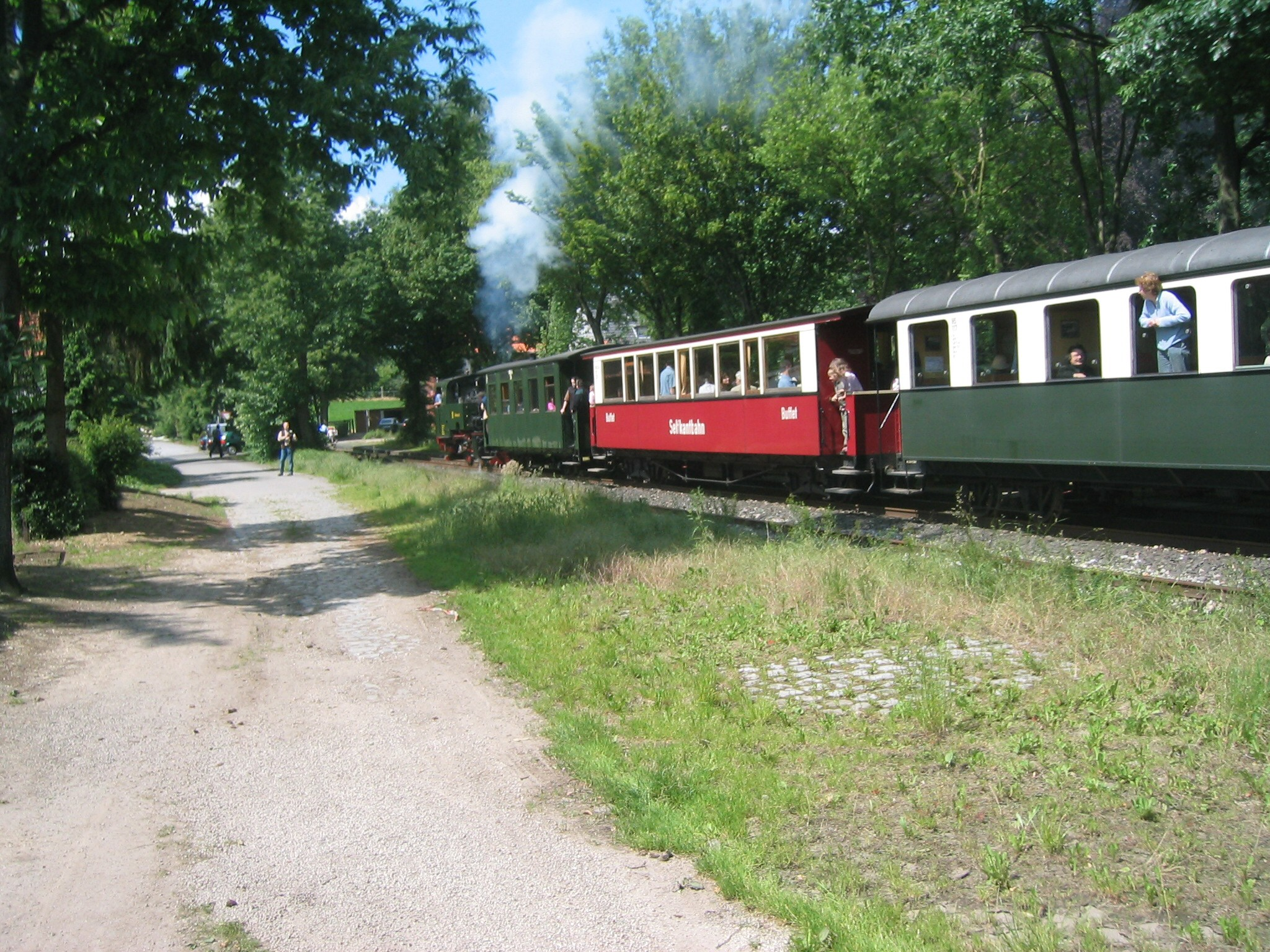
Selfkantbahn (museumbaan, deel van Geilenkirchener Kreisbahn), 2006